# Persone di nome Giuseppe/Allenatori di calcio
| Questa pagina contiene informazioni ricavate automaticamente dalle voci biografiche con l'ausilio del template Bio e di un bot. L'aggiornamento è periodico e automatico e ricostruisce completamente la pagina. Se manca una persona in questa lista, sei pregato di non aggiungerla, ma accertati piuttosto che la sua voce biografica contenga il template Bio e che i dati anagrafici siano correttamente compilati. Se il template Bio manca, inseriscilo tu stesso o, in alternativa, metti l'avviso {{tmp\|Bio}} che ne segnala la mancanza. Se i dati riportati sono sbagliati, correggi direttamente la voce biografica; le modifiche saranno visibili in questa lista entro pochi giorni. Per chiarimenti vedi il progetto antroponimi. La lista contiene solo le 71 persone che sono citate nell'enciclopedia e per le quali è stato implementato correttamente il template Bio. Pagina aggiornata al 7 apr 2025. |

Questa è una lista di persone presenti nell'enciclopedia che hanno il nome Giuseppe e sono allenatori di calcio.

## A(4)
- Giuseppe Airoldi, allenatore di calcio e calciatore italiano
- Giuseppe Alberga, allenatore di calcio e ex calciatore italiano (Adliswil, n. 1966)
- Giuseppe Angelini, allenatore di calcio e ex calciatore italiano (Rimini, n. 1965)
- Giuseppe Argentesi, allenatore di calcio e ex calciatore italiano (Chivasso, n. 1965)

## B(9)
- Joe Bacuzzi, allenatore di calcio e calciatore inglese (Londra, n. 1916 - Clerkenwell, † 1995)
- Giuseppe Baronchelli, allenatore di calcio e ex calciatore italiano (Brescia, n. 1971)
- Giuseppe Barucco, allenatore di calcio e ex calciatore italiano (Ospitaletto, n. 1938)
- Giuseppe Bellini, allenatore di calcio e ex calciatore italiano (Roma, n. 1957)
- Giuseppe Biava, allenatore di calcio, dirigente sportivo e ex calciatore italiano (Seriate, n. 1977)
- Giuseppe Bonizzoni, allenatore di calcio e calciatore italiano (Genivolta, n. 1908 - Cremona, † 1976)
- Giuseppe Bonomi, allenatore di calcio e calciatore italiano (Ranica, n. 1913 - Bergamo, † 1992)
- Giuseppe Brescia, allenatore di calcio e ex calciatore italiano (Trani, n. 1966)
- Giuseppe Brucato, allenatore di calcio italiano (Caltanissetta, n. 1960)

## C(9)
- Giuseppe Caramanno, allenatore di calcio e ex calciatore italiano (Piana degli Albanesi, n. 1940)
- Giuseppe Cardone, allenatore di calcio e ex calciatore italiano (Pavia, n. 1974)
- Giuseppe Carillo, allenatore di calcio e ex calciatore italiano (Ascoli Piceno, n. 1965)
- Giuseppe Carmignato, allenatore di calcio e calciatore italiano (Milano, n. 1906 - Recco, † 1992)
- Giuseppe Catalano, allenatore di calcio e ex calciatore italiano (Potenza, n. 1960)
- Giuseppe Cella, allenatore di calcio e calciatore italiano (Piacenza, n. 1910 - Piacenza, † 1998)
- Giuseppe Compagno, allenatore di calcio e ex calciatore italiano (Palermo, n. 1967)
- Giuseppe Corbellini, allenatore di calcio e ex calciatore italiano (Settala, n. 1946)
- Beppe Cutrera, allenatore di calcio italiano (Palermo)

## D(2)
- Giuseppe De Feudis, allenatore di calcio e ex calciatore italiano (Bollate, n. 1983)
- Giuseppe Donatelli, allenatore di calcio e ex calciatore italiano (Lettomanoppello, n. 1957)

## F(3)
- Giuseppe Ferazzoli, allenatore di calcio e ex calciatore italiano (Roma, n. 1966)
- Giuseppe Fiaschi, allenatore di calcio e ex calciatore italiano (San Miniato, n. 1938)
- Giuseppe Forlivesi, allenatore di calcio e calciatore italiano (San Cassiano, n. 1894 - Roma, † 1971)

## G(8)
- Giuseppe Galderisi, allenatore di calcio e ex calciatore italiano (Salerno, n. 1963)
- Giuseppe Galluzzo, allenatore di calcio e ex calciatore italiano (Siderno, n. 1960)
- Giuseppe Gatta, allenatore di calcio e ex calciatore italiano (Ancona, n. 1967)
- Giuseppe Gemiti, allenatore di calcio e ex calciatore tedesco (Francoforte sul Meno, n. 1981)
- Giuseppe Giavardi, allenatore di calcio e ex calciatore italiano (Lodi, n. 1953)
- Giuseppe Giusto, allenatore di calcio e ex calciatore italiano (Bari, n. 1961)
- Giuseppe Grassotti, allenatore di calcio italiano (Pegognaga, n. 1938 - Moglia, † 2024)
- Giuseppe Grigoli, allenatore di calcio e calciatore italiano (Castel d'Ario, n. 1902 - Milano, † 1975)

## I(2)
- Giuseppe Iachini, allenatore di calcio, dirigente sportivo e ex calciatore italiano (Ascoli Piceno, n. 1964)
- Giuseppe Incocciati, allenatore di calcio e ex calciatore italiano (Fiuggi, n. 1963)

## M(7)
- Giuseppe Manari, allenatore di calcio e ex calciatore italiano (Giulianova, n. 1966)
- Giuseppe Manarin, allenatore di calcio e ex calciatore italiano (Goito, n. 1962)
- Giuseppe Mandelli, allenatore di calcio e calciatore italiano
- Giuseppe Mascara, allenatore di calcio e ex calciatore italiano (Caltagirone, n. 1979)
- Giuseppe Matassoni, allenatore di calcio e ex calciatore italiano (Cesena, n. 1926)
- Giuseppe Mazzoli, allenatore di calcio e calciatore italiano (Modena, n. 1902 - Forlì, † 1952)
- Pino Mocchetti, allenatore di calcio, dirigente sportivo e imprenditore italiano (Legnano, n. 1905 - San Vittore Olona, † 1994)

## O(3)
- Amilcare Oddo, allenatore di calcio e giornalista italiano (Trapani, n. 1910 - Brindisi, † 1999)
- Giuseppe Ostromann, allenatore di calcio e calciatore italiano (Pola, n. 1914 - Grado, † 1988)
- Giuseppe Ottina, allenatore di calcio italiano (n. 1912 - † 1992)

## P(8)
- Giuseppe Pallavicini, allenatore di calcio e ex calciatore italiano (Asciano, n. 1956)
- Giuseppe Pancaro, allenatore di calcio e ex calciatore italiano (Cosenza, n. 1971)
- Giuseppe Pellicanò, allenatore di calcio e ex calciatore italiano (Reggio Calabria, n. 1954)
- Giuseppe Perrone, allenatore di calcio e ex calciatore italiano (Arbon, n. 1975)
- Giuseppe Pillon, allenatore di calcio e ex calciatore italiano (Preganziol, n. 1956)
- Giuseppe Pregnolato, allenatore di calcio e ex calciatore italiano (Contarina, n. 1965)
- Giuseppe Pucci, allenatore di calcio e calciatore italiano (Carrara, n. 1921)
- Giuseppe Pugliese, allenatore di calcio e ex calciatore italiano (Putignano, n. 1983)

## R(2)
- Giuseppe Romagnolo, allenatore di calcio e calciatore italiano (Milazzo, n. 1934 - † 2016)
- Giuseppe Romano, allenatore di calcio e ex calciatore italiano (Palermo, n. 1962)

## S(6)
- Giuseppe Sannino, allenatore di calcio e ex calciatore italiano (Ottaviano, n. 1957)
- Giuseppe Santagostino, allenatore di calcio e calciatore italiano (Milano, n. 1901 - Cologno Monzese, † 1955)
- Giuseppe Scienza, allenatore di calcio e ex calciatore italiano (Domodossola, n. 1966)
- Giuseppe Scurto, allenatore di calcio e ex calciatore italiano (Alcamo, n. 1984)
- Giuseppe Servetto, allenatore di calcio e calciatore italiano (Vercelli, n. 1886 - Torino, † 1965)
- Giuseppe Spinola, allenatore di calcio e calciatore italiano (Castelnuovo Scrivia, n. 1911 - Vasto, † 1963)

## T(5)
- Giuseppe Tamborini, allenatore di calcio e ex calciatore italiano (Lacchiarella, n. 1943)
- Giuseppe Testa, allenatore di calcio e ex calciatore italiano (Pozzuoli, n. 1960)
- Giuseppe Traverso, allenatore di calcio e calciatore italiano (Rivarolo Ligure, n. 1910 - Genova, † 1999)
- Giuseppe Trinchero, allenatore di calcio e ex calciatore italiano (Busalla, n. 1944)
- Giuseppe Trotter, allenatore di calcio e calciatore italiano (Torino, n. 1918 - Canelli, † 1975)

## V(1)
- Giuseppe Viani, allenatore di calcio e calciatore italiano (Nervesa della Battaglia, n. 1909 - Ferrara, † 1969)

## Z(2)
- Giuseppe Zappella, allenatore di calcio e ex calciatore italiano (Milano, n. 1973)
- Giuseppe Zinetti, allenatore di calcio e ex calciatore italiano (Leno, n. 1958)